# West Union (Carolina del Sur)
West Union es un pueblo ubicado del Condado de Oconee en el estado estadounidense de Carolina del Sur. La localidad en el año 2000 tiene una población de 297 habitantes en una superficie de 2 km², con una densidad poblacional de 149.1 personas por km². 

## Geografía
West Union se encuentra ubicado en las coordenadas 34°45′29″N 83°2′30″O / 34.75806, -83.04167. Según la Oficina del Censo, la localidad tiene un área total de 2 km² (0,8 mi²), de la cual 2 km² (0,8 mi²) es tierra y 0 km² (0 mi²) (0.0%) es agua.

## Demografía
En el 2000 la renta per cápita promedia del hogar era de $24.250, y el ingreso promedio para una familia era de $35.000. El ingreso per cápita para la localidad era de $13.753. En 2000 los hombres tenían un ingreso per cápita de $25.625 contra $21.875 ara las mujeres. Alrededor del 27.10% de la población estaba bajo el umbral de pobreza nacional. 

### Localidades adyacentes
El siguiente diagrama muestra a las localidades en un radio de 16 kilómetros (9,9 mi) de West Union.